# Catalyst (альбом New Found Glory)
Catalyst — четвертий студійний альбом американського поп-панк гурту New Found Glory. Виданий 18 травня 2004 року на Geffen Records . За версією RIAA альбом отримав «золотий» статус 18 серпня 2004 року . До альбому додавався диск з відео про те, як знімався відео-кліп на перший сингл під назвою «All Downhill from Here». Пісня «At Least I'm Known for Something» звучить у відео-грі Burnout 3: Takedown. А пісня «This Disaster» один з саундтреків до відео-гри Madden NFL 2005.

## Звучання
Звучання альбому було досить нехарактерним для New Found Glory. Мелодії стали більш важкими, тексти пісень подорослішали. Як зазначив Чед Гілберт, що це відповідь критикам, які почали порівнювати гурт з такими «попсовими» гуртами, як Good Charlotte і Simple Plan.

## Список пісень
Автор музики і слів New Found Glory. 
| Catalyst | Catalyst                                                                                   | Catalyst   |
| #        | Назва                                                                                      | Тривалість |
| -------- | ------------------------------------------------------------------------------------------ | ---------- |
| 1.       | «Intro»                                                                                    | 0:37       |
| 2.       | «All Downhill from Here»                                                                   | 3:12       |
| 3.       | «This Disaster»                                                                            | 3:08       |
| 4.       | «Truth of My Youth»                                                                        | 3:03       |
| 5.       | «I Don't Wanna Know»                                                                       | 3:30       |
| 6.       | «Your Biggest Mistake»                                                                     | 2:46       |
| 7.       | «Doubt Full»                                                                               | 3:35       |
| 8.       | «Failure's Not Flattering»                                                                 | 3:51       |
| 9.       | «Over the Head, Below the Knees»                                                           | 3:39       |
| 10.      | «Ending in Tragedy»                                                                        | 3:30       |
| 11.      | «At Least I'm Known for Something»                                                         | 3:31       |
| 12.      | «I'd Kill to Fall Asleep»                                                                  | 3:11       |
| 13.      | «No News Is Good News»                                                                     | 2:58       |
| 14.      | «Who Am I?» (Тривалість пісні — 3:18, проте після 30 секунд тиші починається скритий трек) | 8:05       |
| 48:36    |                                                                                            |            |

| Бонус-треки у британському виданні | Бонус-треки у британському виданні | Бонус-треки у британському виданні |
| #                                  | Назва                              | Тривалість                         |
| ---------------------------------- | ---------------------------------- | ---------------------------------- |
| 14.                                | «Radio Adelaide»                   | 2:42                               |
| 15.                                | «Constant Static»                  | 3:18                               |
| 16.                                | «Who Am I?»                        | 3:18                               |

| Бонус-треки у японському виданні | Бонус-треки у японському виданні | Бонус-треки у японському виданні |
| #                                | Назва                            | Тривалість                       |
| -------------------------------- | -------------------------------- | -------------------------------- |
| 14.                              | «Radio Adelaide»                 | 2:42                             |
| 15.                              | «Constant Static»                | 3:18                             |
| 16.                              | «Whiskey Rose»                   | 3:49                             |
| 17.                              | «Who Am I?»                      | 3:18                             |

## Учасники

### New Found Glory
- Джордан Пандік — вокал
- Чед Гілберт — гітара
- Стів Кляйн — гітара
- Іан Грашка — бас-гітара
- Кір Болукі — ударні

### Інші музиканти
- Ніл Аврон — синтезатор, клавішні
- Чарлі Бішарат — скрипка
- Джоел Деруін — скрипка
- Девід Кемпбелл — альт
- Ларрі Корбетт — віолончель
- Райлі Аврон — бек-вокал
- Фредді Крисен — бек-вокал
- Дебра Берд — бек-вокал
- Анджела Фішер — бек-вокал
- Ендрю Джексон — бек-вокал
- Тобі Морз — бек-вокал
- Кендалл Пейн — бек-вокал
- Тоні Уілкінс — бек-вокал

## Досягнення у хіт-парадах
Сингли
| Рік  | Назва                    | Найвища позиція | Найвища позиція | Найвища позиція  | Найвища позиція |
| Рік  | Назва                    | US Hot 100      | US Modern Rock  | UK Singles Chart |                 |
| ---- | ------------------------ | --------------- | --------------- | ---------------- | --------------- |
| 2004 | All Downhill from Here   | —               | 11              | 58               |                 |
| 2004 | Failure's Not Flattering | —               | —               | 67               |                 |
| 2005 | I Don't Wanna Know       | —               | —               | 48               |                 |

Альбом
| Хіт парад      | Найвища позиція |
| -------------- | --------------- |
| Billboard 200  | 3               |
| UK Album Chart | 27              |